# Movimiento Nacional

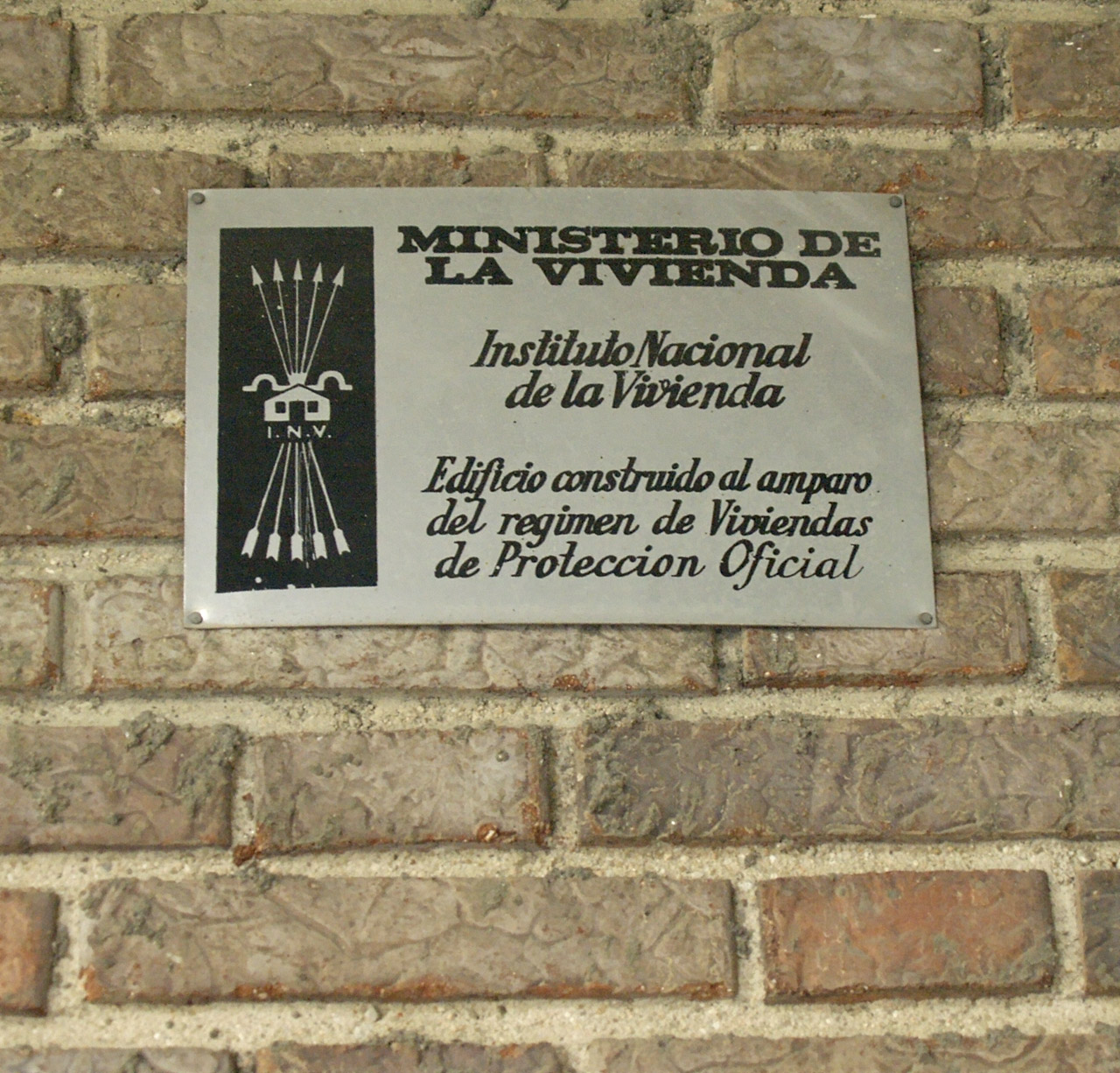
El yugo y las flechas se incluye en el logotipo del Instituto Nacional de la Vivienda, identificativa de un edificio de viviendas de protección oficial. Los emblemas falangistas dominaban entre la parafernalia de lemas, uniformes y símbolos de todo tipo que utilizaban las distintas organizaciones del Movimiento Nacional, y se procuraba su omnipresencia, sobre todo para la apropiación simbólica de cualquier tipo de lugar o actividad, público o privado; desde el crédito sindical al que se acogían las películas, hasta el folklore y los bailes regionales.

El Movimiento Nacional, también conocido simplemente como Movimiento, es el nombre que recibió durante el franquismo el mecanismo político que pretendía ser el único cauce de participación en la vida política española.
Respondía a un concepto de sociedad corporativa en la que únicamente debían expresarse las llamadas entidades naturales: familia, municipio y sindicato.

El Movimiento Nacional es la comunión de los españoles en los ideales que dieron vida a la Cruzada y constituyen el Movimiento social y político de esa integración.
Torcuato Fernández-Miranda.

El origen del término se sitúa en los primeros años del régimen franquista. Con el cambio de rumbo de la Segunda Guerra Mundial, Franco se empezó a distanciar de las potencias fascistas. En septiembre de 1943, dio órdenes para que, en adelante, desde los medios oficiales se refiriesen a la Falange Española Tradicionalista y de las Juntas de Ofensiva Nacional Sindicalista (FET y de las JONS) como un «movimiento» y no como un partido. Así pues, en adelante se denominó de forma genérica «Movimiento Nacional» al conjunto de organismos y mecanismos que componían el régimen franquista.

## Composición
El Movimiento Nacional se componía esencialmente de:
- El partido único, cuyo nombre completo era Falange Española Tradicionalista y de las Juntas de Ofensiva Nacional Sindicalista (FET y de las JONS), creado desde el comienzo de la guerra civil española por agregación de los que formaban el llamado bando nacional y apoyaban la sublevación militar (a la que denominan Alzamiento Nacional). Al mismo tiempo se produjo la disolución de todos los demás partidos políticos, que pasaron a estar prohibidos (el mismo nombre de partido no podía emplearse para designar a la organización).

En abril de 1937, y respondiendo a las necesidades históricas de la Cruzada de Liberación Nacional, se configuró una entidad política en la que quedaron integradas las fuerzas que coadyuvaron al alzamiento del 18 de julio.
Ministerio de Información y Turismo.

- La organización sindical o Sindicato Vertical, conjunto también único de organizaciones corporativistas que agrupaban tanto a empresarios como trabajadores, la existencia de cuyos intereses particulares pretendía negar.
- Todos los cargos públicos del Estado, las diputaciones provinciales o los municipios, fueran funcionarios de carrera o cargos de libre designación, incluidos los profesores universitarios o los miembros de las Reales Academias. Todos tenían que jurar fidelidad a los Principios recogidos en la Ley de Principios del Movimiento Nacional, en teoría inmutables.
- Múltiples organismos de encuadramiento social, que pretendían hacerse omnipresentes en la vida pública y privada: el Frente de Juventudes (que encuadraba a los Flechas y los Pelayos: niños y adolescentes), la Sección Femenina (con una celebrada sección de Coros y Danzas para rescatar el folclore y amenizar las «demostraciones sindicales», y un programa de Servicio Social requisito obligatorio para las mujeres que quisieran hacer una carrera universitaria), el Auxilio Social (que organizaba el reparto de alimentos, la asistencia a huérfanos...), Educación y Descanso, etc.

La cúspide sería el propio Franco como jefe nacional del Movimiento, secundado por un miembro del gobierno llamado ministro-secretario general del Movimiento. Los más destacados miembros eran los consejeros nacionales del movimiento, reunidos periódicamente en una asamblea denominada Consejo Nacional del Movimiento que ocupaba el Palacio del Senado y junto a las Cortes Españolas otorgaba una apariencia de sistema parlamentario bicameral. La red se difundía hacia abajo por todas las instituciones llegando hasta el alcalde de cada pueblo que actuaba como jefe local del Movimiento.
Los personajes que se identificaban especialmente con la ideología o la organización del Movimiento Nacional eran denominados coloquialmente falangistas o azules (por el color de la camisa del uniforme, al igual que los fascistas de Mussolini eran camisas negras y los nazis de las S. A. eran camisas pardas). Existía una división informal entre los camisas viejas (afiliados a la Falange primitiva de José Antonio Primo de Rivera antes del 18 de julio de 1936 o, mejor incluso, antes de las elecciones de febrero del mismo año, cuando eran activistas minoritarios poco respetados por la derecha) y los camisas nuevas, considerados por los otros como sospechosos de arribismo, oportunismo o cualquier otro motivo interesado para su incorporación. A veces el motivo era simplemente la geografía, que les puso en la denominada «zona nacional» al comienzo de la guerra (a los que se llamaba nacionales geográficos, así como había rojos geográficos).
Dentro del régimen franquista, aun estando prohibida cualquier organización política fuera del Movimiento Nacional, todos eran conscientes de la agrupación de personajes públicos y grupos de presión en torno a lo que se denominaron las familias del franquismo, que abarcaban aproximadamente cuatro corrientes políticas derivadas de los partidos que se habían integrado al Movimiento Nacional: Los nacionalcatólicos (provenientes de la CEDA, que apoyaban una política ligada a los intereses de la Iglesia católica mediante su ideología homónima), los alfonsinos (provenientes de Renovación Española), los carlistas (provenientes de Comunión Tradicionalista) y los falangistas (provenientes de FE de las JONS, abogaban por el fascismo y el nacionalsindicalismo, controlando organizaciones burocráticas del Movimiento como el Sindicato Vertical o la Sección Femenina). Aún no siendo agrupaciones políticas, también se llegó a considerar como familias a los militares (personajes cercanos al propio Franco, entre los que estaban los llamados africanistas) y los tecnócratas (funcionarios provenientes del Opus Dei).
La clave de la supervivencia del franquismo fue para muchos la habilidad de Franco para mantener la unidad de un conjunto tan heterogéneo (unido por el interés común de mantener al propio Franco en el poder) que supo manejar hábilmente, repartiendo entre ellos las responsabilidades del gobierno, y acercándose sucesivamente a unos y a otros, sin comprometerse en exceso nunca. La relativa pluralidad dentro del franquismo ha llevado a algunos autores (Juan José Linz) a definirlo como un sistema autoritario en vez de totalitario.
En los últimos años del franquismo, el inicio de la transición política era visible, y se llegó a proponer por Carlos Arias Navarro una ley de Asociaciones Políticas (que autorizara las que respetaran los principios del Movimiento Nacional). La férrea oposición a toda apertura agrupó a los elementos más reaccionarios bajo el nombre de búnker. De entre las filas de los azules salieron también los que llevaron a cabo la Reforma, encabezados por el propio Adolfo Suárez (que había sido Ministro Secretario General del Movimiento en el primer gobierno de la monarquía) y secundados por los diputados en Cortes (que votaron la Ley para la Reforma Política, en lo que se denominó el harakiri o su suicidio político).

## Represión y ocupación del Estado
Las distintas organizaciones vinculadas al Movimiento Nacional, durante la guerra civil y los años inmediatamente posteriores a ella participaron activamente en la labor represora, por ejemplo a través de los servicios de información de Falange o mediante los informes y certificados de buena conducta o adhesión al Movimiento Nacional que debían emitir las autoridades locales (municipales e incluso eclesiásticas como los párrocos). Todo el aparato del Movimiento proporcionó datos que resultaron fundamentales para llevar a cabo el encarcelamiento o desaparición física de opositores al Alzamiento y al Movimiento Nacional, participaron en la formación de Comisiones Depuradoras que tenían entre sus objetivos separar del servicio a los funcionarios del antiguo Estado Republicano que se habían mostrado desafectos hacia el nuevo Estado Nacional franquista. En particular sus informes fueron especialmente valiosos para poder proceder a la depuración del magisterio. Desde el personal subalterno e intermedio de las administraciones públicas hasta los cargos directivos, incluso cierta cantidad de plazas del profesorado universitario (dejadas libres por la guerra y el exilio), fueron ocupadas por personas vinculadas al Movimiento, en algunos casos mediante oposiciones patrióticas a las que los aspirantes (y a veces el propio tribunal) acudían uniformados, y que explícitamente tenían en cuenta los méritos políticos o el heroísmo demostrado, frente al de sus posibles competidores.
La represión franquista se fue haciendo más sutil a lo largo de los años posteriores a medida que el régimen evolucionaba hacia lo que se denominó el aperturismo, aunque nunca dejó de estar presente, consiguiendo hacerse ubicuo e interiorizado por la sociedad en lo que se denominó franquismo sociológico.
En los últimos años del franquismo, la facción más involucionista, denominada el búnker, pretendía el mantenimiento a ultranza del Movimiento Nacional en sus más puras esencias. Paulatinamente alejada del poder efectivo, pero con presencia en los medios de comunicación (El Alcázar) y en algunas instituciones (Hermandad de Excombatientes, una parte de los procuradores en cortes, incluyendo a algunos obispos como José Guerra Campos -entre 1964 y 1972 Secretario General del Episcopado Español- y desde entonces minoritarios en la Conferencia Episcopal dominada por el aperturista Vicente Enrique y Tarancón) fue derivando a posturas radicales, que llegaron incluso a la aparición de un terrorismo de Estado por medio de grupos como los Guerrilleros de Cristo Rey que se caracterizaron acciones violentas de mayor o menor envergadura contra muy distintos objetivos no solo políticos sino sociales identificados con la oposición al franquismo (por ejemplo, locales sindicales o librerías).